# Dannii Minogue
Dannii Minogue, egentligen Danielle Jane Minogue, född 20 oktober 1971 i Melbourne, Australien, är en australisk sångerska, skådespelerska, TV-personlighet och modedesigner. Hon är yngre syster till Kylie Minogue.
Dannii Minogue har jobbat inom nöjesbranschen sedan hon var 7 år; 1991 debuterade hon internationellt med singeln Love and Kisses och albumet Love and Kisses, 1993 gav hon ut sitt andra album Get Into You med världshiten "This Is It", och 1997 gav hon ut sitt tredje album Girl som innehöll hiten "All I Wanna Do".
2003 kom Neon Nights, det mest framgångsrika albumet sedan Love and Kisses. Det innehåller hitsinglarna "Who Do You Love Now", "Put the Needle on It", "I Begin To Wonder", "Don't Wanna Lose This Feeling" och "Come and Get It", som fanns med på albumet i form av ett gömt spår som var mixad av Sebastian Krieg.
2006 gav Minogue ut samlingsalbumet, The Hits & Beyond, i Storbritannien och Australien där hennes musik haft mest framgång. Albumet innehöll 15 av hennes hits och 5 helt nya bonusspår. Enda singeln som gavs ut samtidigt med albumet var "So Under Pressure" med en video gjord av samma man bakom hennes kända "I Begin to Wonder" (video).
Minogue är sedan 2008 en av jurymedlemmarna i brittiska talang-serien The X Factor.

## Diskografi
Studioalbum
- Love and Kisses (1991)
- Get Into You (1993)
- Girl (1997)
- Neon Nights (2003)
- Club Disco (2007)

Samlingsalbum
- U.K. Remixes (1991)
- The Singles (1998)
- The Remixes (1999)
- The Hits & Beyond (2006)
- Unleashed (2007)
- The Early Years (2008)
- The 1995 Sessions (2009)